# Horace Parnell Tuttle
Pour les articles homonymes, voir Tuttle.
Horace Parnell Tuttle (Newfield (Maine), 24 mars 1837 – Washington, août 1923) était un astronome américain, frère de Charles Wesley Tuttle (autre astronome).

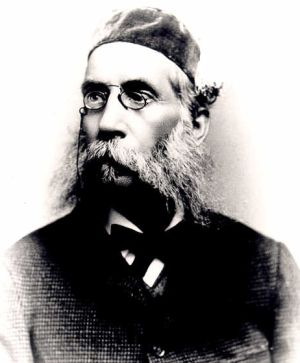
Horace Parnell Tuttle en 1888

Il découvrit ou co-découvrit de nombreuses comètes, dont 55P/Tempel-Tuttle (corps parent de la pluie d'étoiles filantes des Léonides) et 109P/Swift-Tuttle (corps parent de la pluie d'étoiles filantes des Perséides). Les autres comètes périodiques qui portent son nom sont 8P/Tuttle et 41P/Tuttle-Giacobini-Kresák. L'astéroïde (5036) Tuttle a été nommé en son honneur.
| (66) Maïa   | 9 avril 1861 |
| (73) Clytie | 7 avril 1862 |